# Hood Stripes (Best of J-Hood)
Hood Stripes (Best of J-Hood) to wydany 24 maja 2004, przez Big Mike’a, mixtape J-Hooda. Na płycie gościnnie występują tylko Sheek Louch i Styles P.

## Lista utworów
1. "Bitch-Ass Bootlegger (Intro)"
2. "D-Block Bangers"
3. "Y.O. Hectic"
4. "Got My Mind Made Up"
5. "Hit 'Em High"
6. "Babyfaced Gangsta"
7. "Stay D'd Up"
8. "Fuck Talking"
9. "Hood Bitches"
10. "D B-L-O-C-K"
11. "It's Hood"
12. "Haters (Skit)"
13. "Y'all Don't Want It"
14. "Big Dreams"
15. "Thug Music"
16. "Come Out To Play"
17. "That’s My Burner (Skit)"
18. "Everyday Gunplay"
19. "Me & You"
20. "Who's The Man?"
21. "I Know You Bitch"
22. "Your Beef Is Mine"
23. "Ice Grilss (Skit)"
24. "Why You Lookin' At Me?"
25. "Murda (Skit)"
26. "It's D-Block"
27. "Nah"
28. "Dat Ass Is Crazy" (ft. Sheek Louch)
29. "Load Up The Clips"
30. "Hood Wars" (ft. Styles P)
31. "Gimme A Break"
32. "Every Hood" (ft. Styles P)
33. "Got The Whole Hood"
34. "One Love"